# Jorge Osorio
Jorge Osorio Reyes (26 de junho de 1977) é um árbitro de futebol chileno.